# Michel Teychenné
Michel Teychenné (* 22. Juli 1957 in Foix, Département Ariège) ist ein französischer Politiker der Parti socialiste.

## Leben
Teychenné war von 2008 bis 2009 Abgeordneter im Europäischen Parlament, wo er den Abgeordnetensitz für Robert Navarro übernahm. Im Europaparlament war er Mitglied im Ausschuss für Verkehr und Fremdenverkehr und in der Delegation für die Beziehungen zu dem Mercosur. Er ist Stadtrat in Pamiers, Ariège. Teachenné ist offen homosexuell.